# Реберг Гудмен, Лилиан
Лилиан Реберг Гудмен (англ. Lillian Rehberg Goodman; 17 января 1908, Чикаго — 21 сентября 1983, Саранак-Лейк, штат Нью-Йорк) — американская виолончелистка. Жена литавриста Сола Гудмена.
Училась в Чикаго у Ханса Хесса и Альфреда Уолленстайна, в 15 лет дебютировала с Чикагским симфоническим оркестром. Играла в струнном квартете Марианны Кнайзель. В 1931 году выиграла Наумбурговский конкурс молодых исполнителей, в результате чего 10 октября того же года выступила с сольным концертом в нью-йоркском Таун-холле. Продолжала концертировать в США на протяжении многих лет, Гарольд Шонберг дал высокую оценку её сольному концерту 1958 года в Карнеги-холле. В 1972—1975 гг. президент Виолончельного общества Нью-Йорка. В 1975 г. записала альбом камерной музыки с пьесами Макса Бруха, Эрнеста Блоха, Габриэля Форе, Клода Дебюсси, Мориса Равеля, Фредерика Шопена и Пабло Казальса.